# Herbert Bernstein
Herbert Bernstein (* 12. Januar 1930 in Hamburg; † 20. April 2001 in Durham) war ein deutscher Jurist und Hochschullehrer.

## Leben
Nach der Promotion 1962 an der Universität Hamburg zum Dr. jur. und dem Juris Doctor in Michigan 1967 lehrte er von 1976 bis 1971 als Professor an der University of California, Berkeley und von 1971 bis 1988 als Professor für Rechtsvergleichung und Internationales Privatrecht an der Universität Hamburg.

## Schriften (Auswahl)
- Schadensausgleich bei Arbeitsunfällen. Verhältnisnormen in der Schweiz und in Deutschland. Karlsruhe 1963, OCLC 312398944.
- Die Rehabilitierung einer aufgelösten politischen Partei. Verfassungsrechtliche und prozessuale Betrachtungen. Tübingen 1972, ISBN 3-16-633611-7.
- mit Ulrich Drobnig und Hein Kötz (Hrsg.): Festschrift für Konrad Zweigert zum 70. Geburtstag. Tübingen 1981, ISBN 3-16-643702-9.